# ウ科
ウ科（鵜科、ウか、Phalacrocoracidae）は、カツオドリ目に分類される科。

## 名称
漢字の「鵜」（テイ）は元々中国ではペリカンを意味し、「う」は国訓である。ウを意味する本来の漢字は「鸕」（ロ）である。

## 分布
アフリカ大陸、オーストラリア大陸、北アメリカ大陸、南アメリカ大陸、ユーラシア大陸、インドネシア、日本、ニュージーランド。
主に温帯域や熱帯域の河川や湖沼、海岸などに生息するが、ヒメウのような寒帯にも分布する種もいる。

## 形態

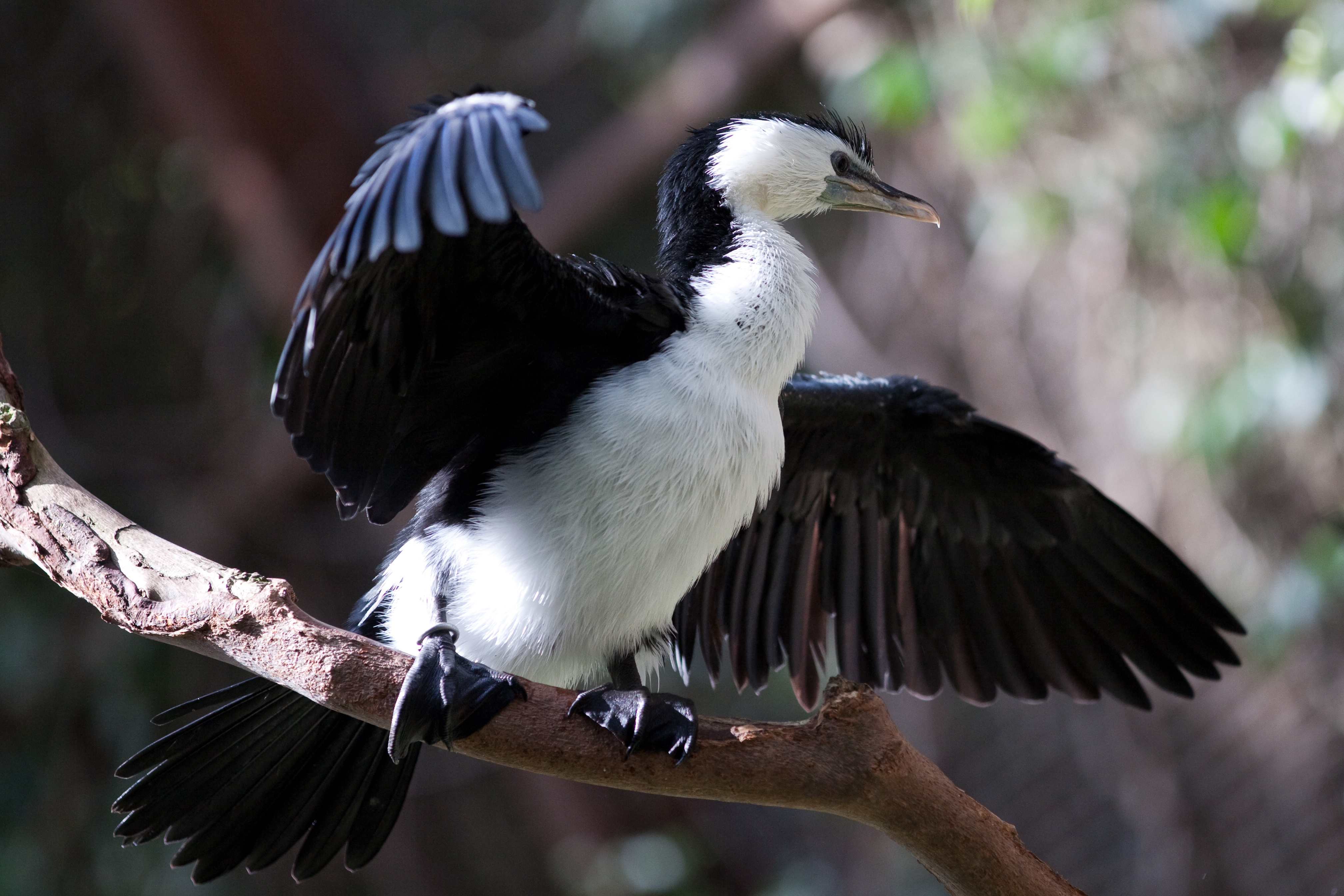
シロハラコビトウ

全長45 -101センチメートル。羽色は黒や黒褐色、緑色の光沢がある褐色などの種が多いが、下面が白い種もいる。羽毛は浸水しやすい構造になっており、素早く潜水することができる。翼は小型で幅が広い。水中では翼が小型のため、水の抵抗が少なく泳ぐのに適している。ほとんどの種は飛翔できるが、ガラパゴスコバネウは翼が退化しており飛ぶことはできない。
嘴は長くて上嘴の先が鉤状に尖り、側面に鋸状の突起がある。これにより咥えた獲物が逃げにくくなっている。頭骨の基部に独特な形状の骨があり、これにより上下の嘴を別々に素早く動かすことができる。喉の皮膚は袋状に伸びるが、あまり発達はしない。喉の袋には毛細血管が集まっており、膨らませて震わせることで外気に冷やされ、体温を下げることができる。この袋は獲物を飲みこむ際に向きを変えて飲みやすくするのにも役立つと考えられている。全身の筋肉には血管が密に走り、比較的大量の血液が流れる。そのため酸素を大量に摂り入れることができ、長時間の潜水に適応している。脂肪は少ない。後肢は胴体後方にあり、近接する。そのため陸上ではうまく歩行することができないが、体と比較して大腿部の筋肉が発達し水中では大きな推進力を得ることができる。4本全ての趾の間には水かきが発達する（全蹼足）。

## 分類
旧ペリカン目は本科が半数以上を占めていた。英名cormorant は、corvus marinus（「海のカラス」の意）およびそこから転じた初期フランス語cor marinに由来する。
ただしヘビウ科・カツオドリ科・グンカンドリ科とともにウ目 Phalacrocoraciformes に分離する説もある。
姉妹群はヘビウ科であり、カツオドリ科を加えた3科をカツオドリ亜目に分類する説もある。
Sibley分類では、コウノトリ目コウノトリ下目カツオドリ小目（カツオドリ亜目に相当）ウ上科 Phalacrocoracoideaの唯一の科であり、カツオドリ上科（カツオドリ科+ヘビウ科）の姉妹群と考えられていた。
|  | \| \| ヘビウ科 Anhingidae \| \| \| \| \| \| ウ科 Phalacrocoracidae \| \| \| \| |
|  |                                                                                |
|  | カツオドリ科 Sulidae                                                           |
|  |                                                                                |
|  | ヘビウ科 Anhingidae                                                            |
|  |                                                                                |
|  | ウ科 Phalacrocoracidae                                                         |
|  |                                                                                |

|  | ヘビウ科 Anhingidae    |
|  |                        |
|  | ウ科 Phalacrocoracidae |
|  |                        |

|  | \| \| ヘビウ科 Anhingidae \| \| \| \| \| \| ウ科 Phalacrocoracidae \| \| \| \| |
|  |                                                                                |
|  | カツオドリ科 Sulidae                                                           |
|  |                                                                                |
|  | ヘビウ科 Anhingidae                                                            |
|  |                                                                                |
|  | ウ科 Phalacrocoracidae                                                         |
|  |                                                                                |

|  | ヘビウ科 Anhingidae    |
|  |                        |
|  | ウ科 Phalacrocoracidae |
|  |                        |

|  | \| \| ヘビウ科 Anhingidae \| \| \| \| \| \| ウ科 Phalacrocoracidae \| \| \| \| |
|  |                                                                                |
|  | カツオドリ科 Sulidae                                                           |
|  |                                                                                |
|  | ヘビウ科 Anhingidae                                                            |
|  |                                                                                |
|  | ウ科 Phalacrocoracidae                                                         |
|  |                                                                                |

|  | ヘビウ科 Anhingidae    |
|  |                        |
|  | ウ科 Phalacrocoracidae |
|  |                        |

|  | \| \| ヘビウ科 Anhingidae \| \| \| \| \| \| ウ科 Phalacrocoracidae \| \| \| \| |
|  |                                                                                |
|  | カツオドリ科 Sulidae                                                           |
|  |                                                                                |
|  | ヘビウ科 Anhingidae                                                            |
|  |                                                                                |
|  | ウ科 Phalacrocoracidae                                                         |
|  |                                                                                |

|  | ヘビウ科 Anhingidae    |
|  |                        |
|  | ウ科 Phalacrocoracidae |
|  |                        |

2016年現在IOC World Bird ListではPhalacrocorax、Leucocarbo、Microcarboの3属に分割している。一方で2015年現在Clements Checklistsでは本科はウ属Phalacrocoraxのみで構成される。
しかし、ウ科内部の系統に未解明な箇所が多いことから、すべてを1属ウ属 Phalacrocorax にまとめるべきだとする説もある。
Microcarbo はおそらく、ウ科の中で最初に分岐した単系統である。しかし Phalacrocorax は Leucocarbo を内包する側系統であり、Phalacrocorax に Leucocarbo を統合する説もある。
ガラパゴスコバネウだけを Nannopterum として分ける説もあったが、分子系統からは否定された。
Hypoleucos、Stictocarbo、Compsohalieus などを分ける説もある。
- Microcarbo - 5種
  - Microcarbo melanoleucos シロハラコビトウ Little Pied Cormorant
  - Microcarbo africanus アフリカコビトウ Reed Cormorant
  - Microcarbo coronatus ミナミアフリカコビトウ Crowned Cormorant
  - Microcarbo niger アジアコビトウ Little Cormorant
  - Microcarbo pygmeus コビトウ Pygmy Cormorant
- Phalacrocorax Brisson, 1760 - 21種
  - Phalacrocorax gaimardi サカツラウ Red‐legged Cormorant
  - Phalacrocorax harrisi ガラパゴスコバネウ Flightless Cormorant
  - Phalacrocorax perspicillatus メガネウ Spectacled Cormorant
  - Phalacrocorax neglectus ハナグロウ Bank Cormorant
  - Phalacrocorax punctatus ゴマダラウ Spotted Shag
  - Phalacrocorax featherstoni ピットウ Pitt Shag
  - Phalacrocorax penicillatus アオノドウ Brandt’s Cormorant
  - Phalacrocorax pelagicus ヒメウ Pelagic Cormorant
  - Phalacrocorax urile チシマウガラス Red‐faced Cormorant
  - Phalacrocorax brasilianus キノドウ Neotropic Cormorant (syn. P. olivaceus)
  - Phalacrocorax auritus ミミヒメウ Double‐crested Cormorant
  - Phalacrocorax aristotelis ヨーロッパヒメウ European Shag
  - Phalacrocorax fuscescens ムナジロウ Black‐faced Cormorant
  - Phalacrocorax fuscicollis インドヒメウ Indian Cormorant
  - Phalacrocorax sulcirostris ミナミクロヒメウ Little Black Cormorant
  - Phalacrocorax varius マミジロウ Australian Pied Cormorant
  - Phalacrocorax carbo カワウ Great Cormorant
  - Phalacrocorax lucidus White-breasted Cormorant
  - Phalacrocorax capillatus ウミウ Japanese Cormorant
  - Phalacrocorax capensis ケープウ Cape Cormorant
  - Phalacrocorax nigrogularis ペルシャウ Socotra Cormorant
  - Phalacrocorax magellanicus クロクビムナジロヒメウ Rock Shag
- Leucocarbo - 10種
  - Leucocarbo bougainvillii グアナイウ Guanay Cormorant
  - Leucocarbo atriceps キバナウ Imperial Shag
  - Leucocarbo albiventer ズグロムナジロヒメウ King Shag
  - Leucocarbo verrucosus ケルゲレンヒメウ Kerguelen Shag
  - Leucocarbo carunculatus ノドジロムナオビウ Rough-faced Shag
  - Leucocarbo chalconotus スチュアートウ Bronze Shag
  - Leucocarbo onslowi チャタムウ Chatham Shag
  - Leucocarbo campbelli ノドオビムナジロウ Campbell Shag
  - Leucocarbo colensoi オークランドウ Auckland Shag
  - Leucocarbo ranfurlyi バウンティヒメウ Bounty Shag

## 日本産の種

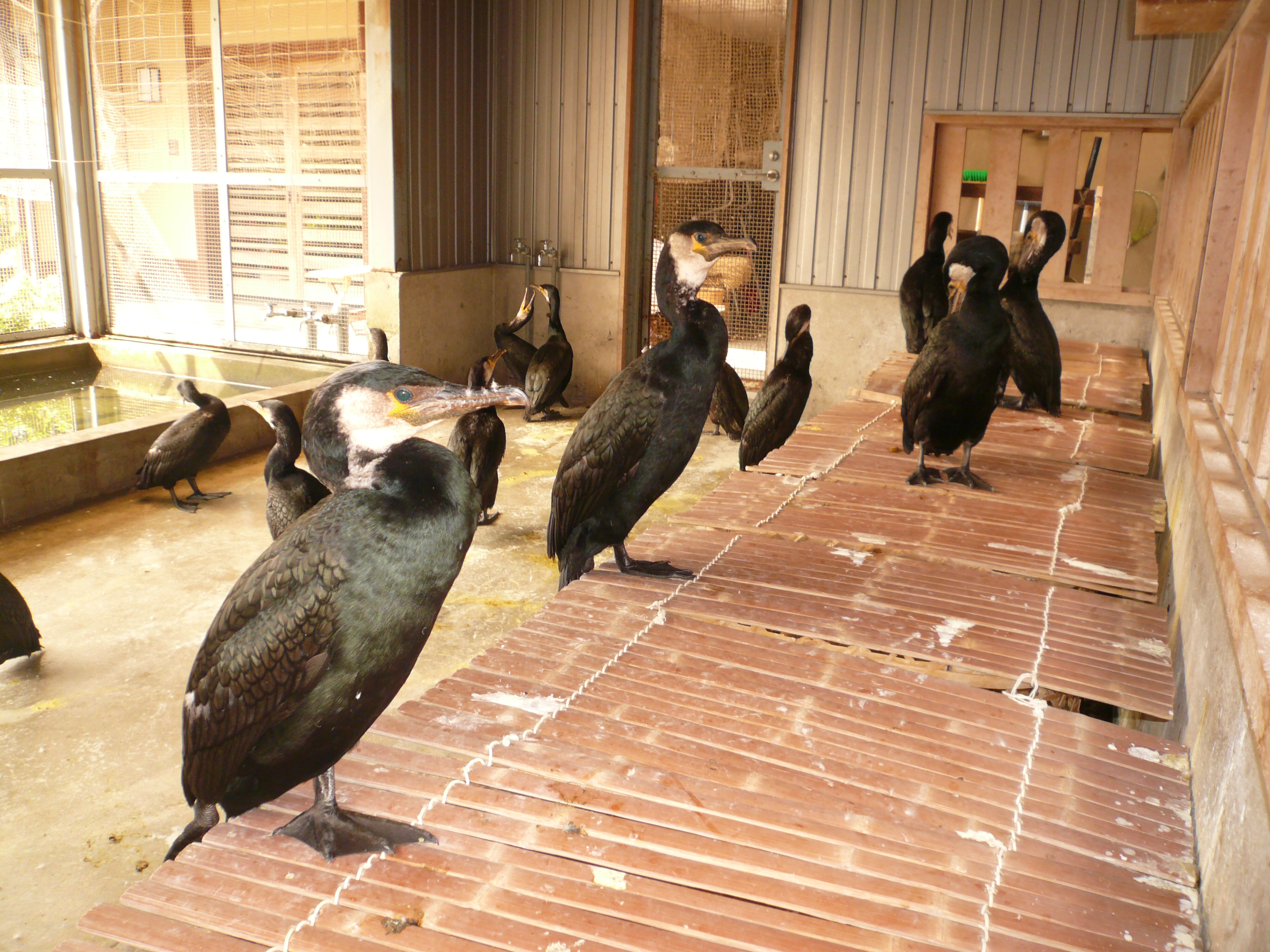
長良川鵜飼の鵜
鵜匠杉山秀二宅（マルヨ）にて

日本ではウミウ、カワウ、ヒメウ、チシマウガラスの4種が繁殖する。いずれも体色は黒褐色から黒色で、緑色あるいは藍色の光沢がある。
ウミウ（海鵜）
全長約84cm。海岸に生息し、水面近くを飛行する。
くちばしは鋭く、先が鉤状に曲がっており、魚を捕らえるのに適している。
小枝や枯れ草を集めて岩場や断崖にコロニーをつくり営巣する。
日本では捕獲・飼育されたものを鵜飼いに用いる。
カワウ（川鵜）
全長約82cm。ウミウに似るがやや小形。河川部や湖沼に生息。
数十から数百羽単位で行動し、小枝や羽毛などを集めて樹上に営巣する。
中国での鵜飼いに使われる。
ヒメウ（姫鵜）
全長約73cm。ウミウやカワウより小型。
数羽単位で行動し、ウミウのコロニーに営巣することもある。
チシマウガラス（千島鵜鴉）
全長約84cm。主にアリューシャン列島などで繁殖するが、冬鳥として北海道・東北地方に飛来することがある。日本でもごく少数が北海道東部の島で繁殖する。

## 生態
脂肪が少ないため主に熱帯域に生息し、高緯度地方では少ない。泳ぐ際には翼を胴体に密着させ、後肢を使って泳ぐ。上記のように羽毛は浸水しやすいため、潜水したあとは翼を広げて羽毛を乾かすことが多い。
食性は動物食で、水中に潜って魚類、甲殻類、軟体動物、貝類などを捕食する。なお、甲殻類と貝類の捕食に関しては疑問視する見解もある。
飛翔時は、頸を伸ばして主に水面低くを直線的に飛ぶが、長距離を移動する時には隊列を作って高く飛ぶ。
多くは集団繁殖地（コロニー）を形成し、沿岸や島の断崖、種によっては内陸の樹の上に営巣する。2-5個の卵を産み、雌雄で抱卵し、また晩生性である雛を育雛する。

## 人間との関係

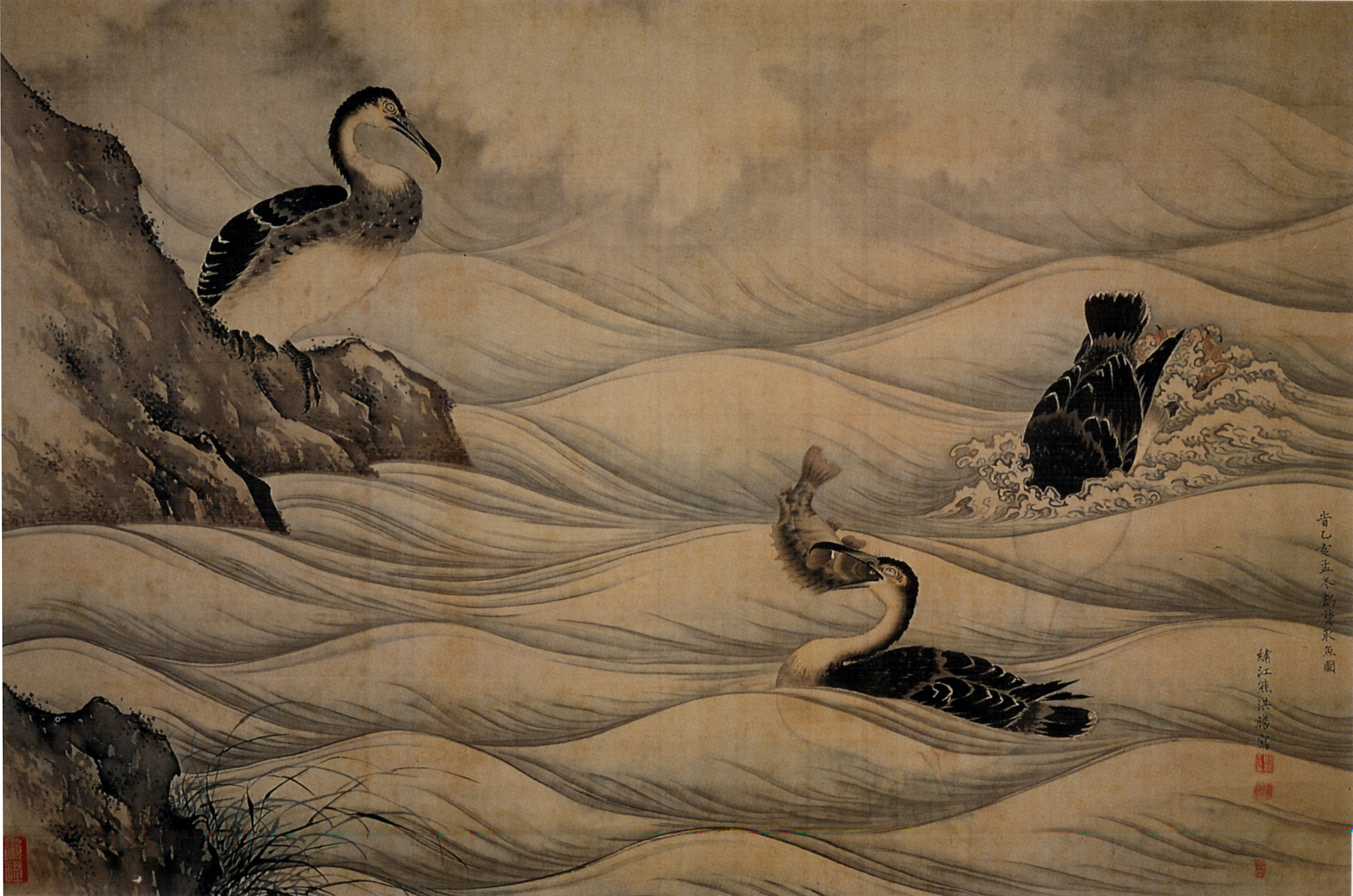
熊斐『鸕鶿捉魚図』（ろじそくぎょず）、18世紀。鸕鶿は大型の鵜の意味という。

漁業に用いられることもあったが、現在は一般的ではない。日本では少なくとも5世紀以降、ヨーロッパでは17世紀以降には本科の構成種を用いた漁法が行われていた（鵜飼い）。日本や中華人民共和国では観光用などに、本科の構成種を用いた漁法を行うこともある。一部の地域ではコロニーに堆積した糞が肥料（グアノ）として利用される。
魚類を捕食するため、漁獲物を食害する害鳥とみなされることもある。
開発および人為的に移入された動物によるコロニーの破壊、漁業による混獲および漁業の害鳥としての駆除などにより生息数は減少している種もいる。

### 鵜飼
鵜が口にした魚は噛まずに丸呑みにするため、人の言葉の真偽などをよく考えずそのまま相手の言葉を信じ込んでしまうという意の「鵜呑みにする」という言葉の起源ともなった。
また、この習性を利用した漁もインド以東のアジアで行われている。この淡水魚の漁法は網や釣竿などで獲るのとは違い、魚の体を傷つけずに漁が出来るだけでなく、鵜ののどの中で魚に強い圧力をかけて魚を一瞬で失神させるために、魚が疲れることによって（特に一本釣り）魚の旨みが落ちないことに加え、魚の骨が柔らかくなることなどの利点が挙げられる。
鵜飼の歴史は古い。日本では、5〜6世紀に築造されたとされる群馬県の保渡田八幡塚古墳から、頸に紐を巻きつけ嘴には魚をくわえた形状で鵜飼の様子を表現した「鵜形埴輪」が出土している。